# Spartacus (balett)

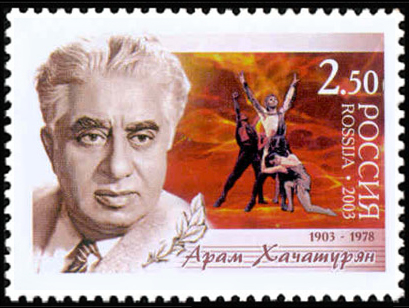
Kompositören med en scen ur Spartacus på ryskt frimärke 2003.

Spartacus är en balett i tre akter med musik av den armeniske kompositören Aram Chatjaturjan som tillkom 1954. Koreografi av Jurij Grigorovitj och med scenografi av Simon Virsiladze
Baletten uruppfördes på Bolsjojteatern i Moskva 1968. Den blev en omedelbar succé och blev ett av teaterns flaggskepp. 

## Handling
Baletten följer slavledaren Spartacus i slavupproret under tredje Serviliska kriget i Rom 73-71 f.Kr.. 
Temat av adagiot i musiken till denna användes som signatur till TV-serien Onedinlinjen. Det förekom också i animationsfilmen Ice Age 2, när Scrat är i himlen, samt i bröderna Joel och Ethan Coens film Strebern.

## Föreställning på Bolsjojteatern i oktober 2013

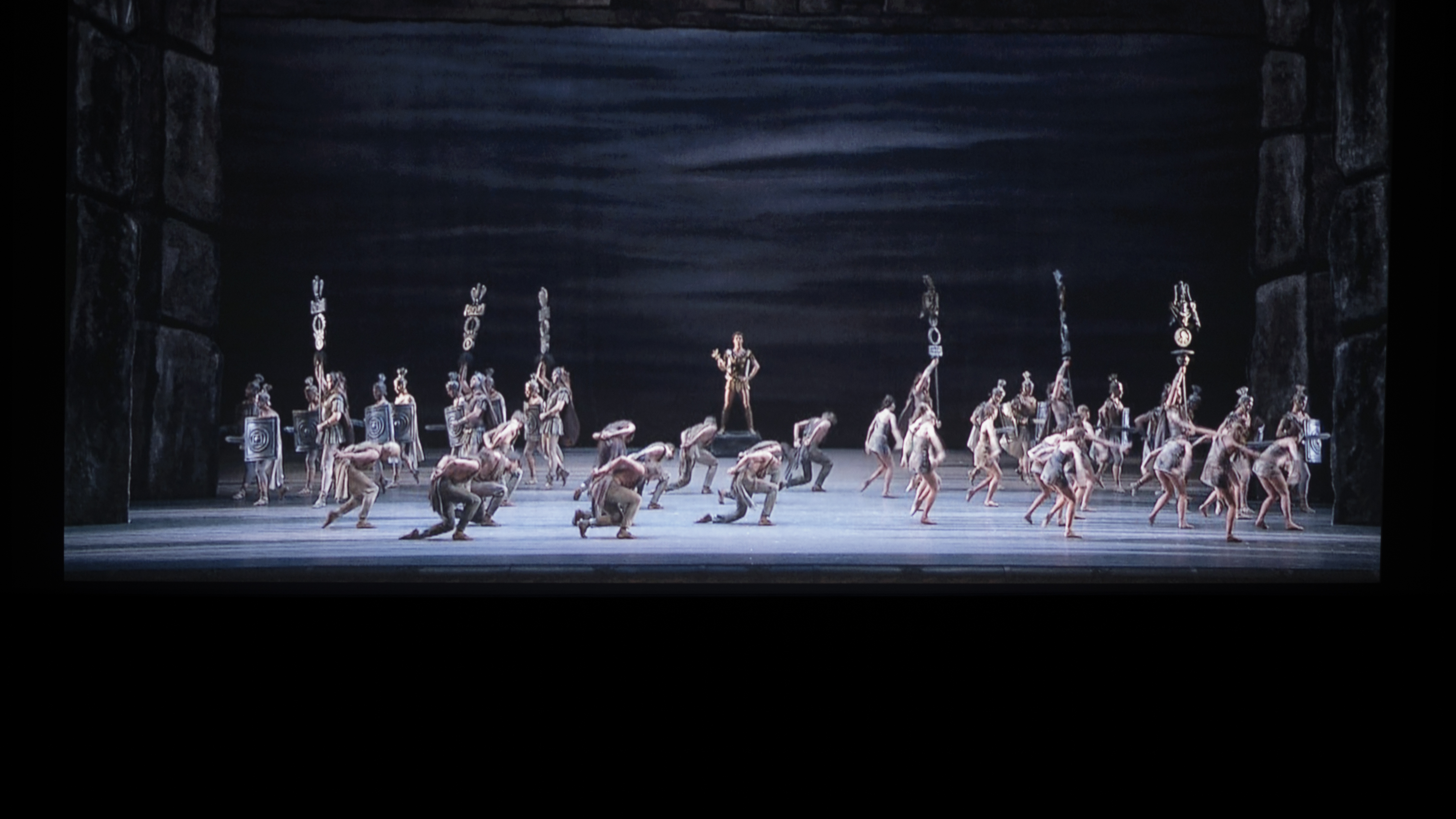
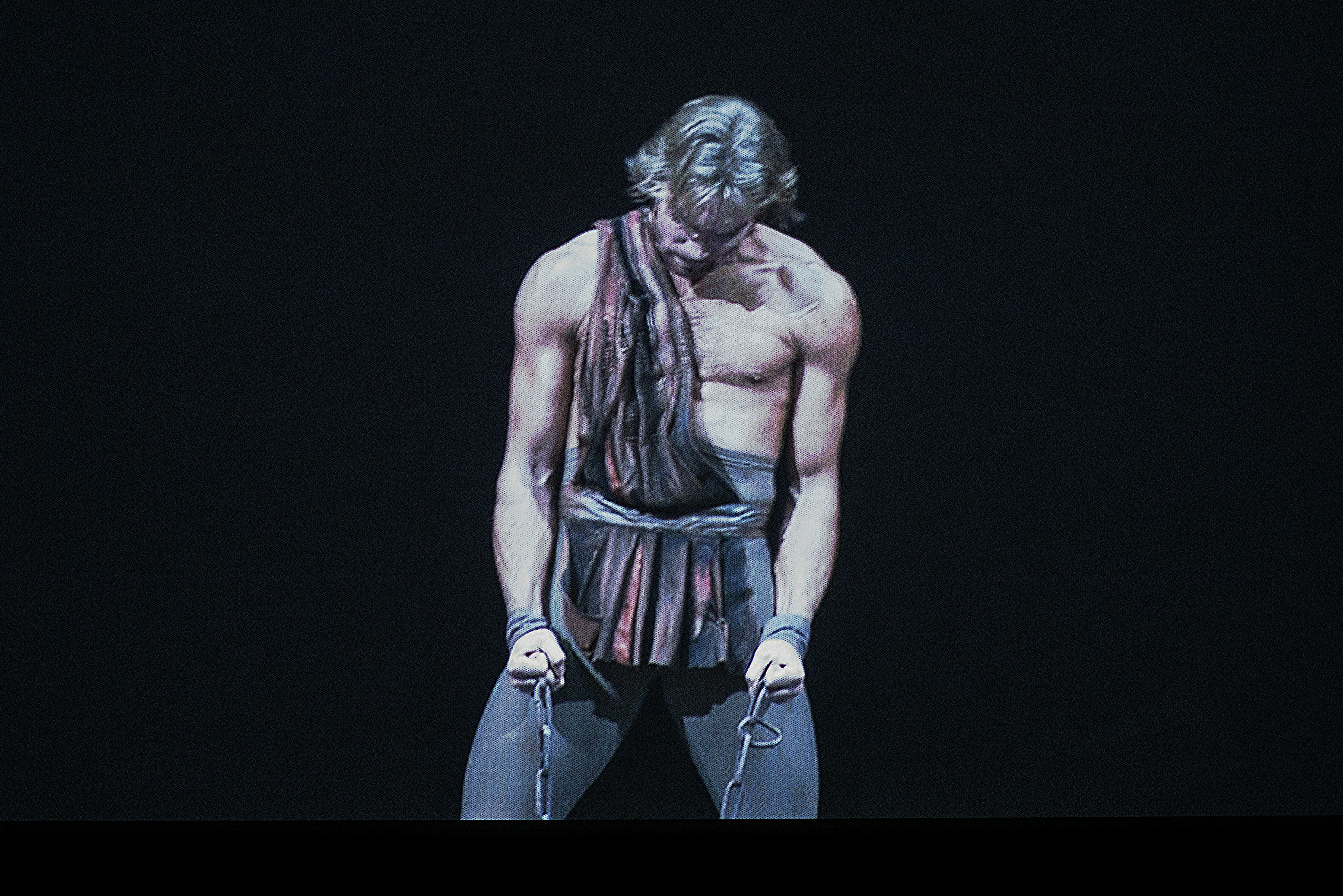
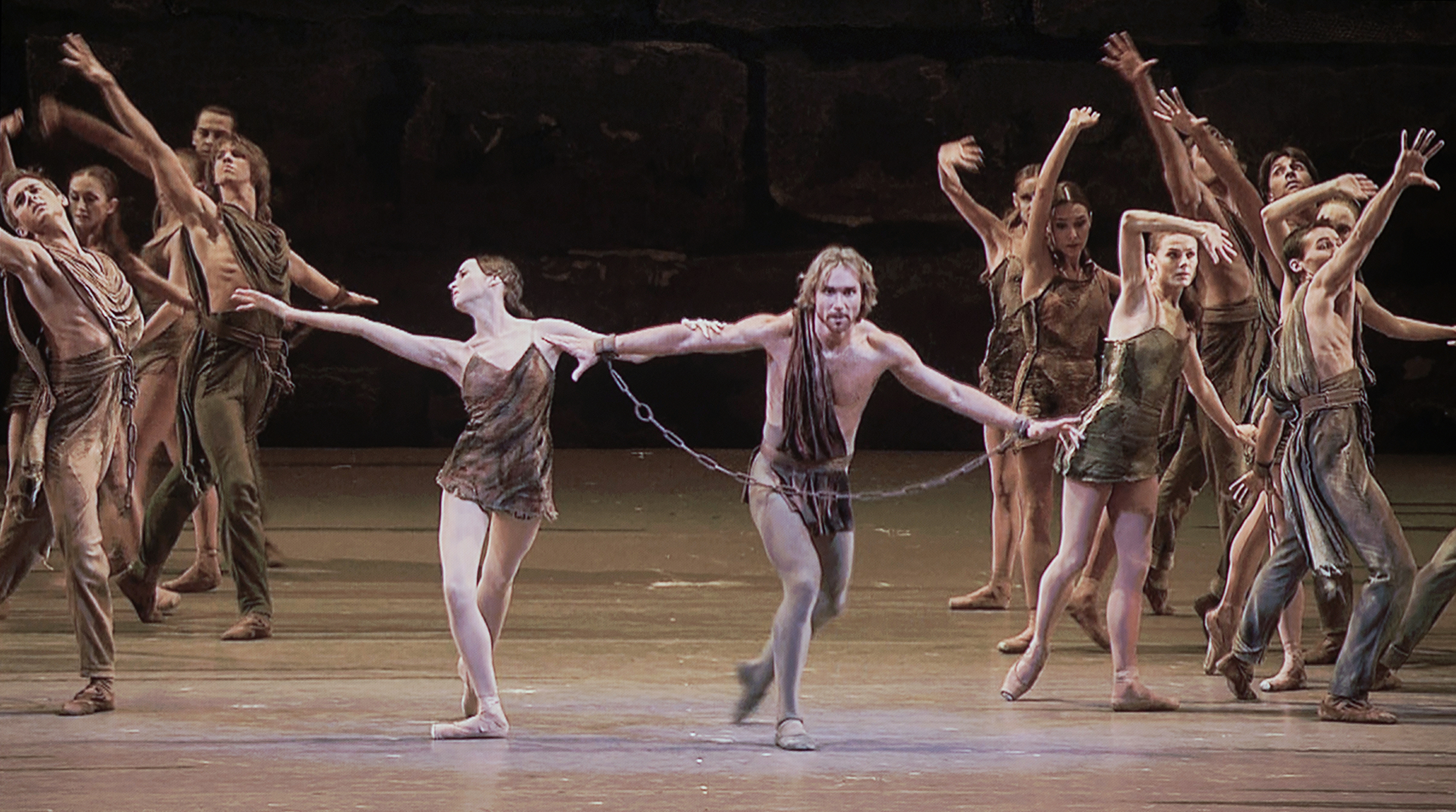
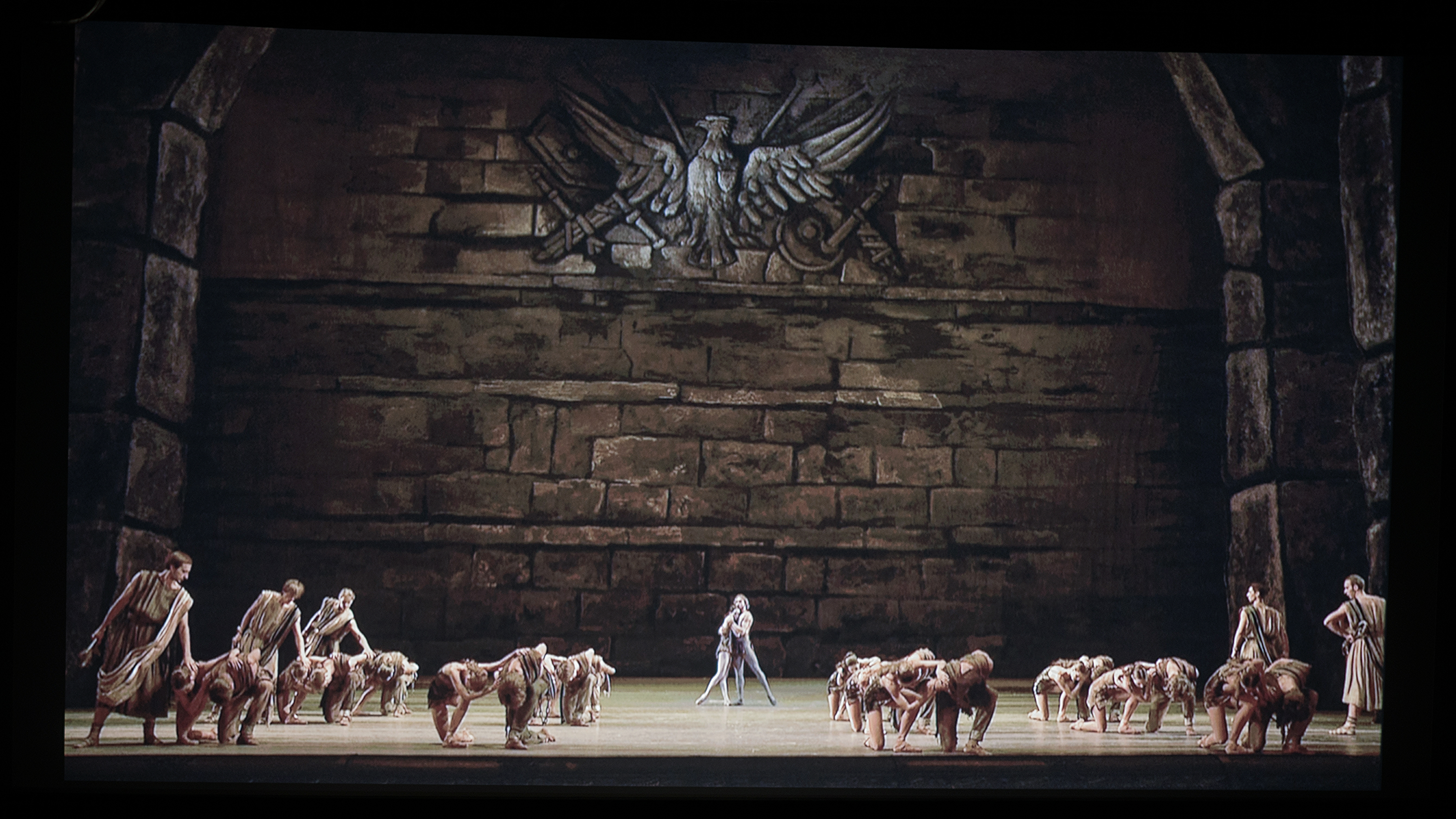
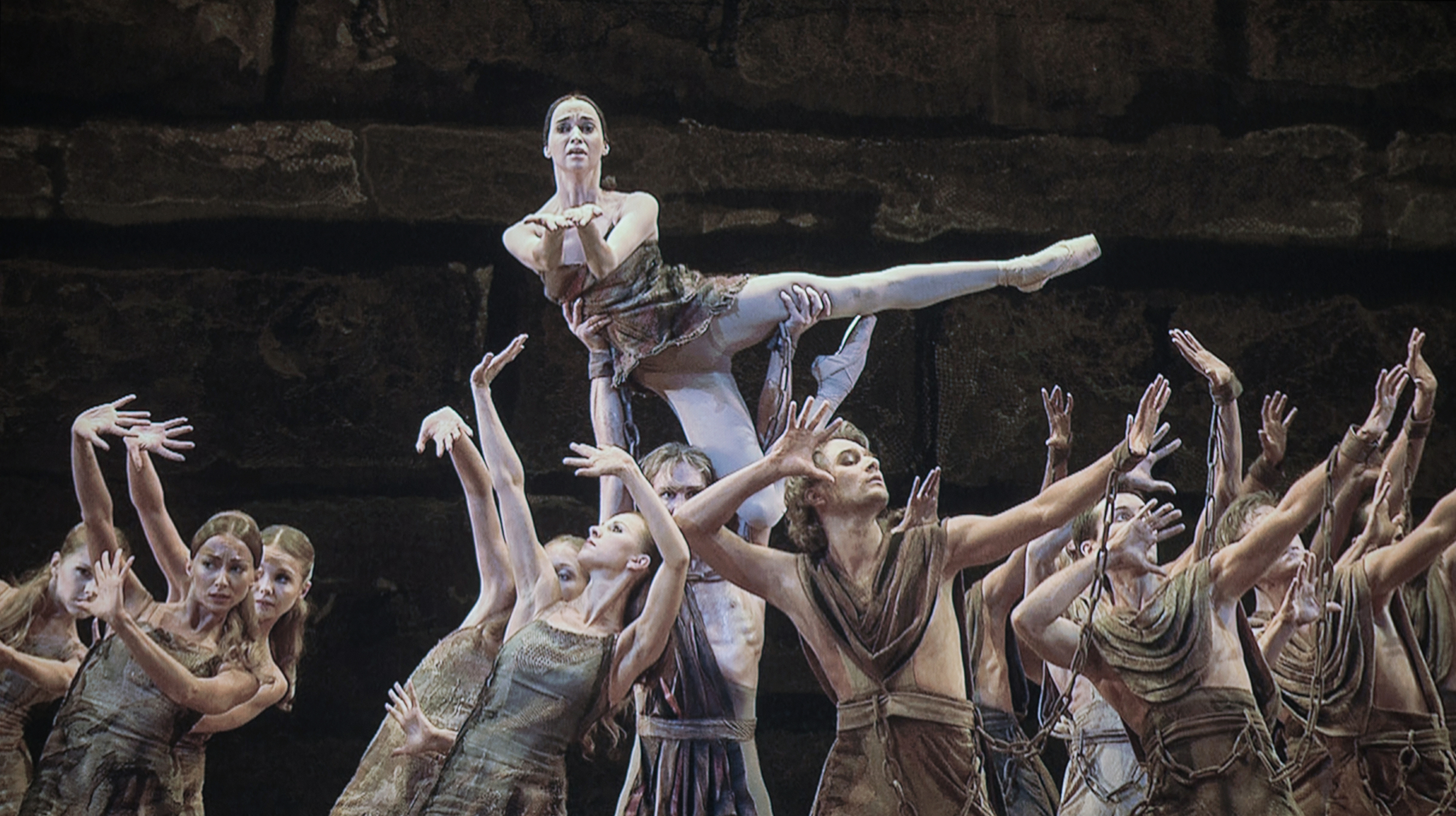
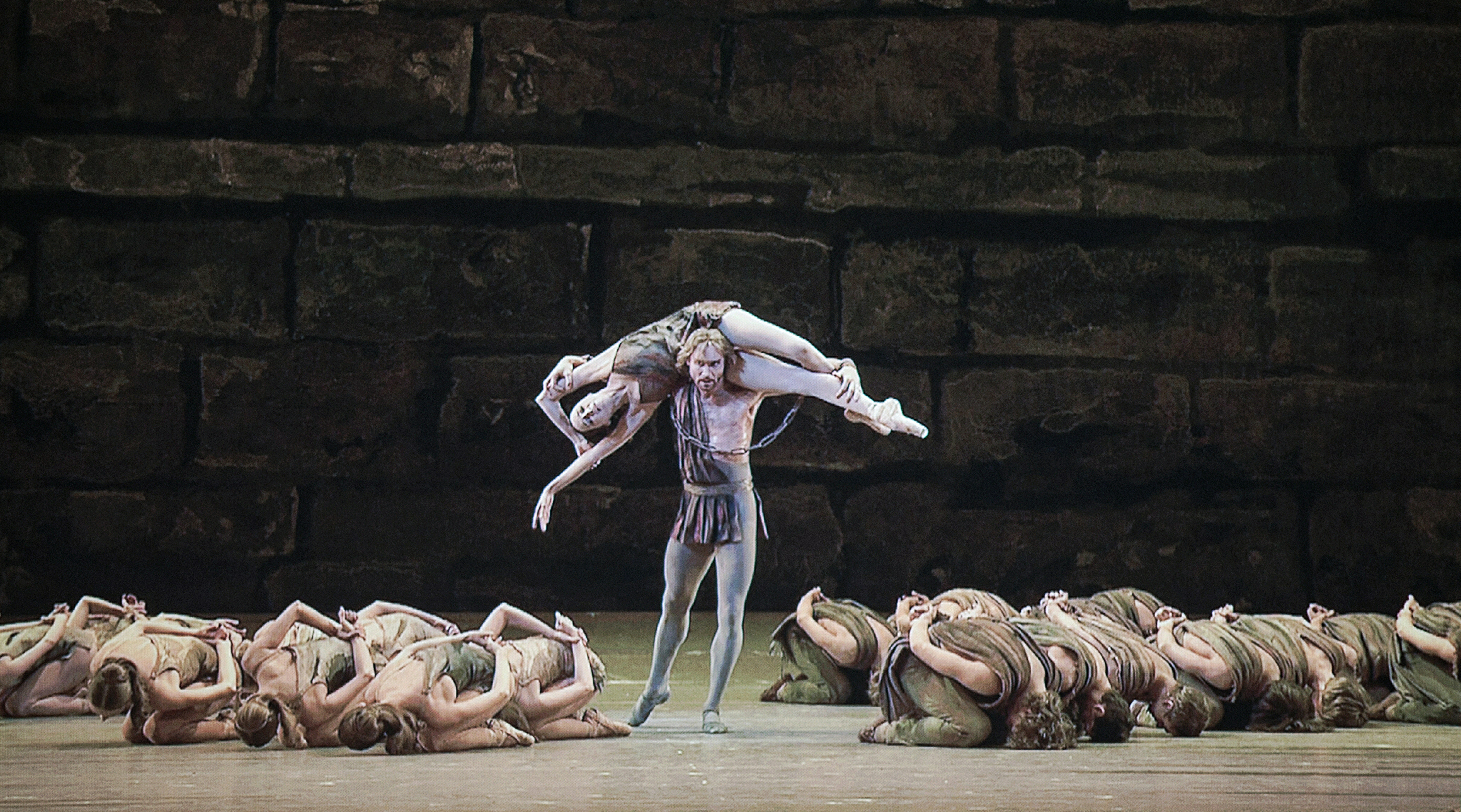
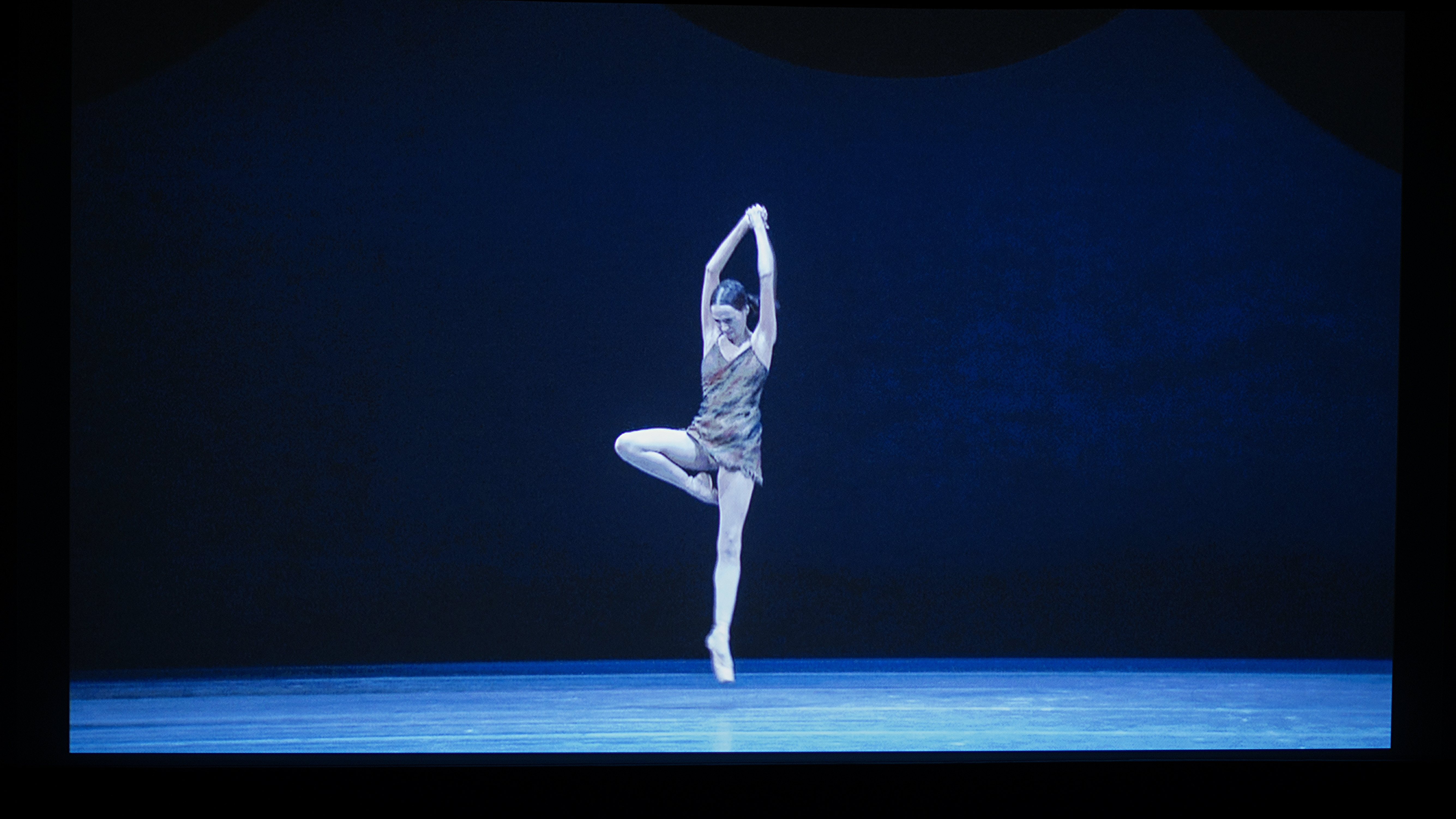
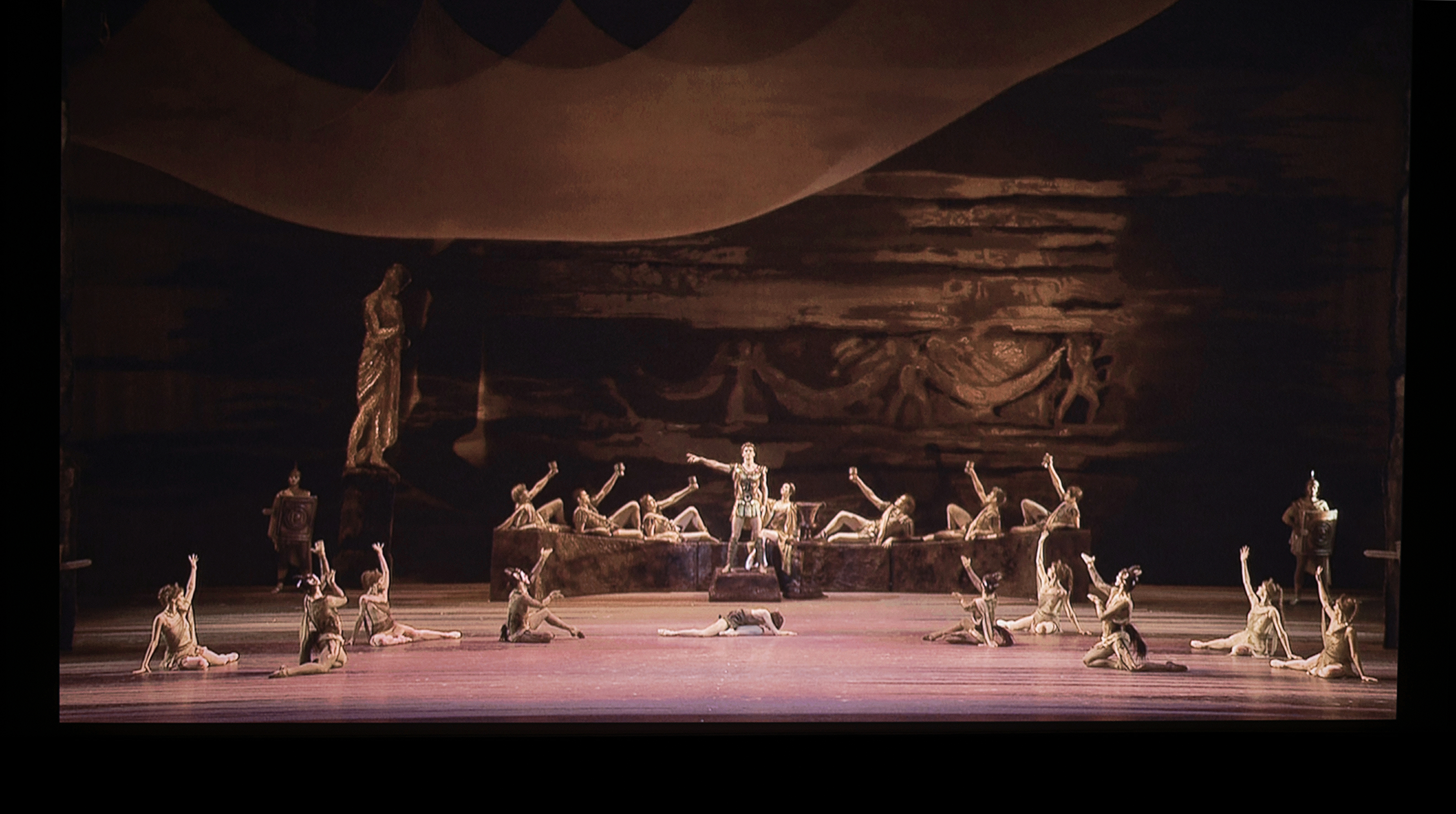
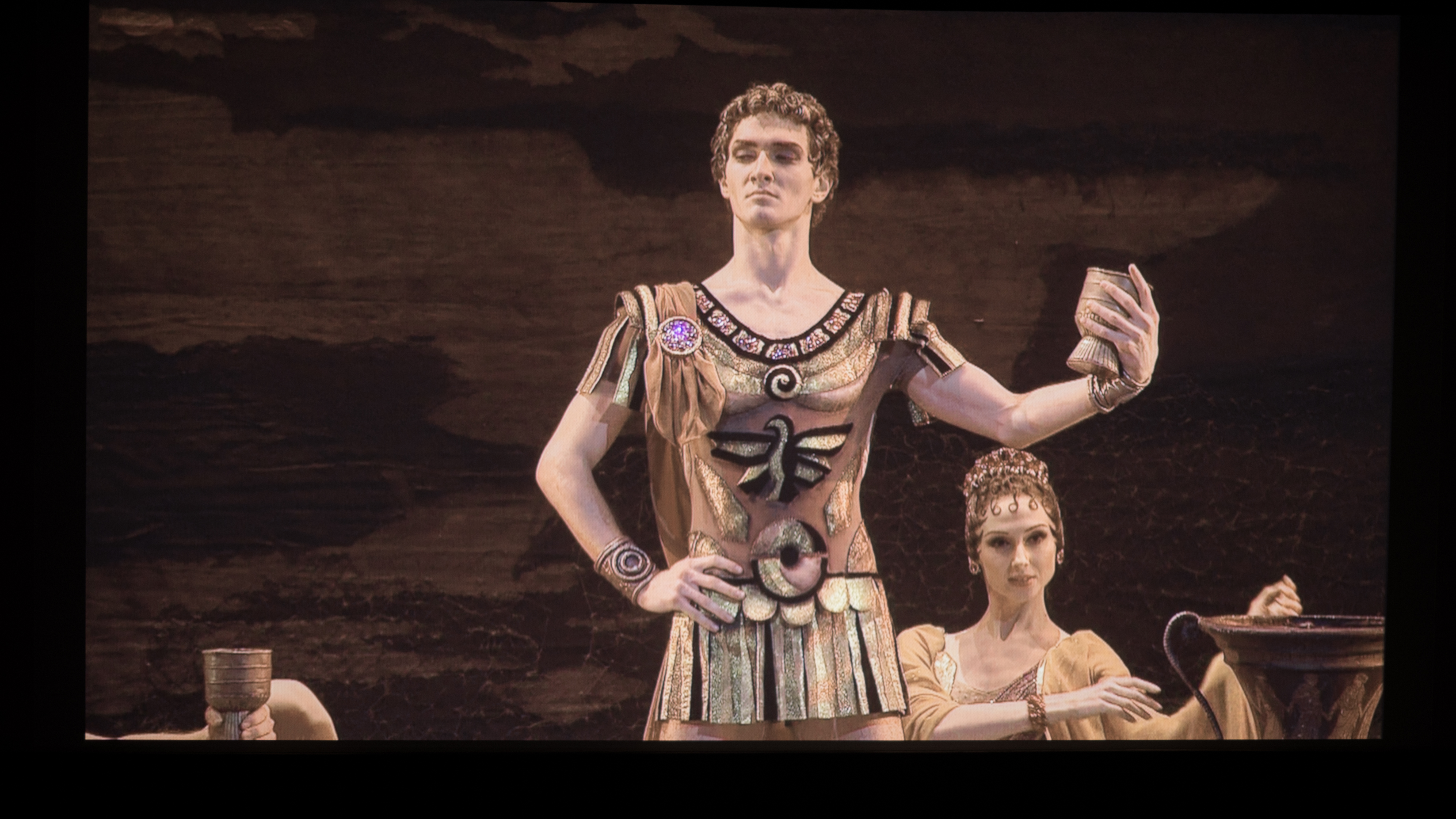
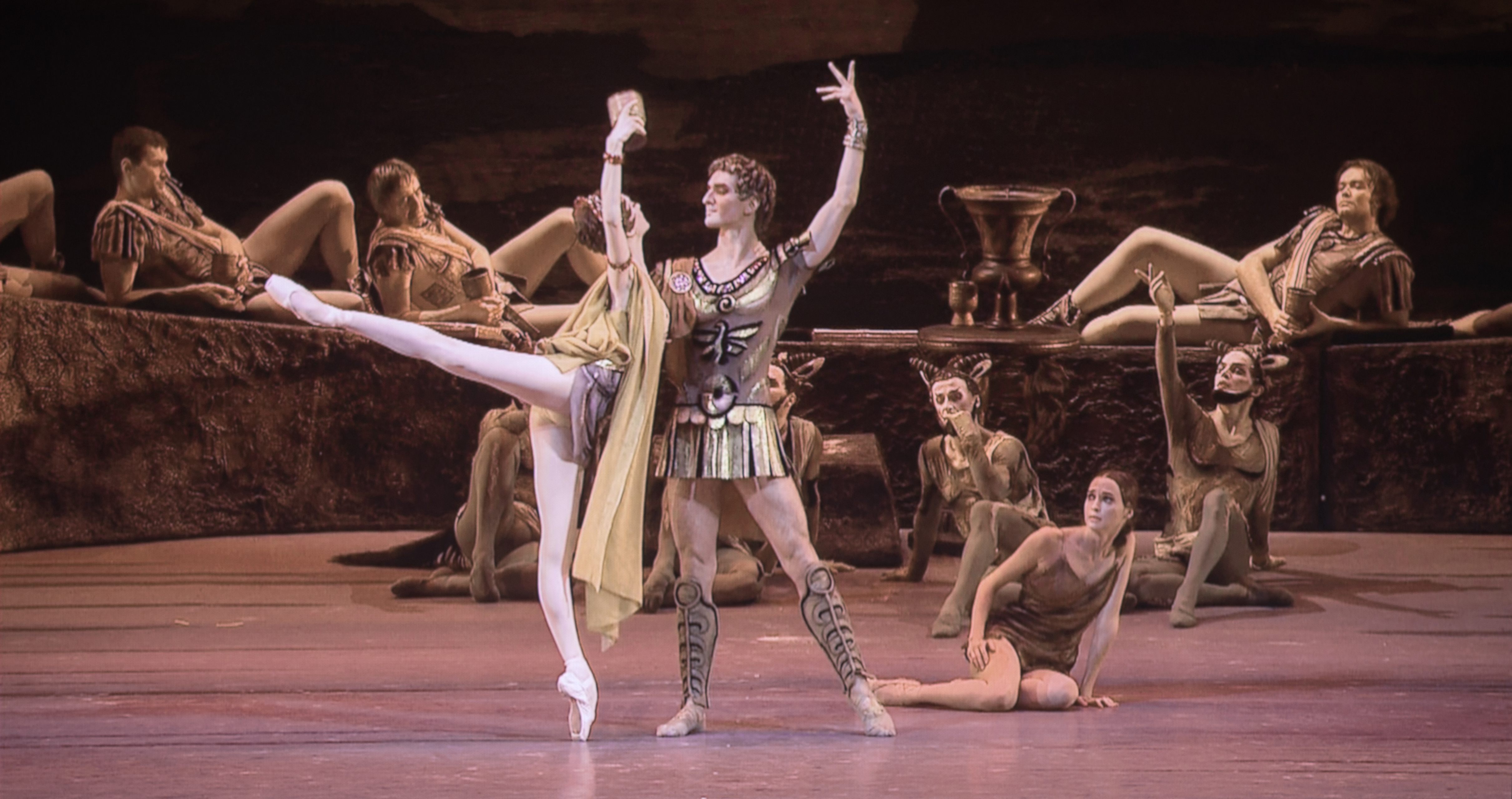
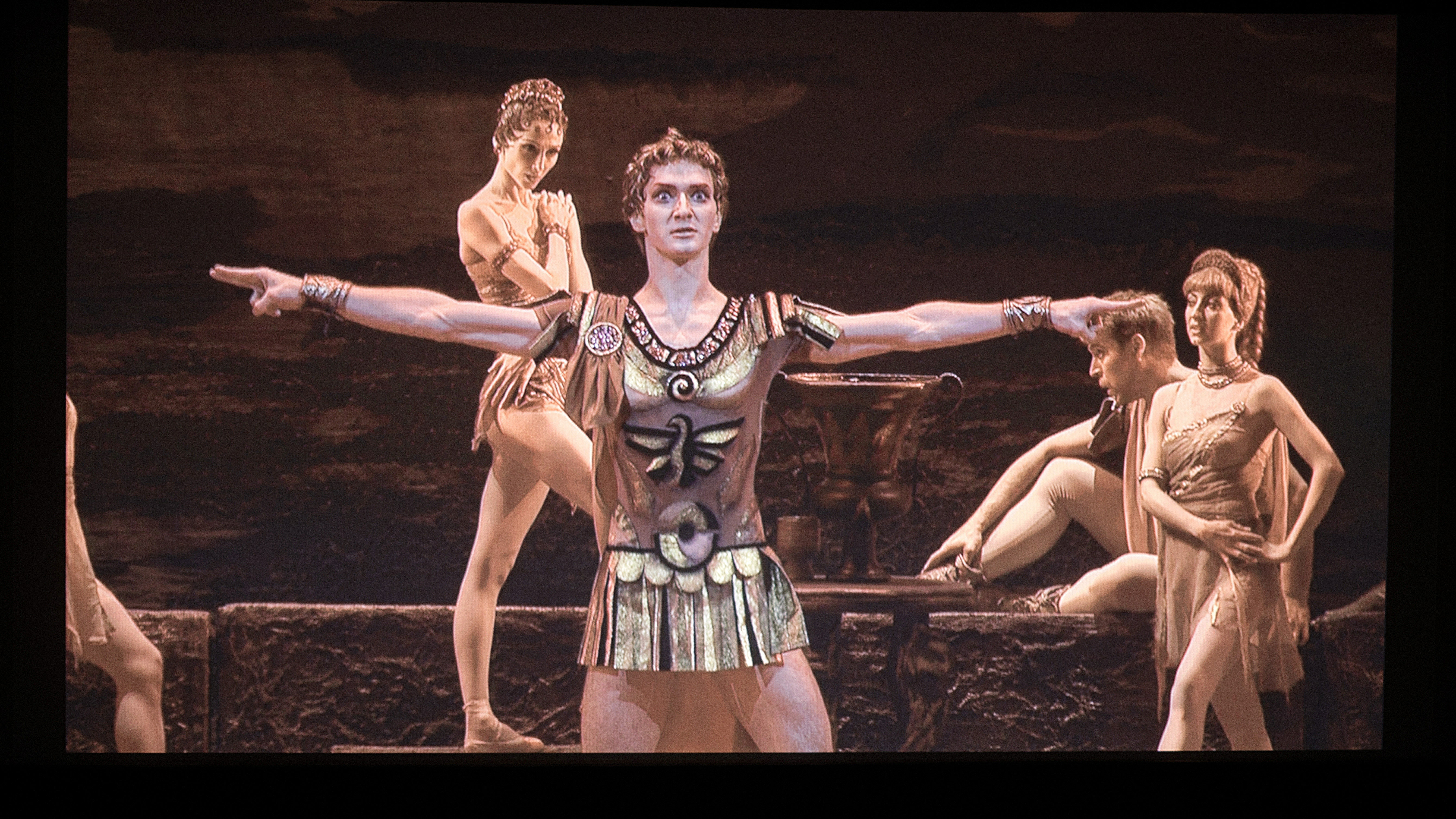
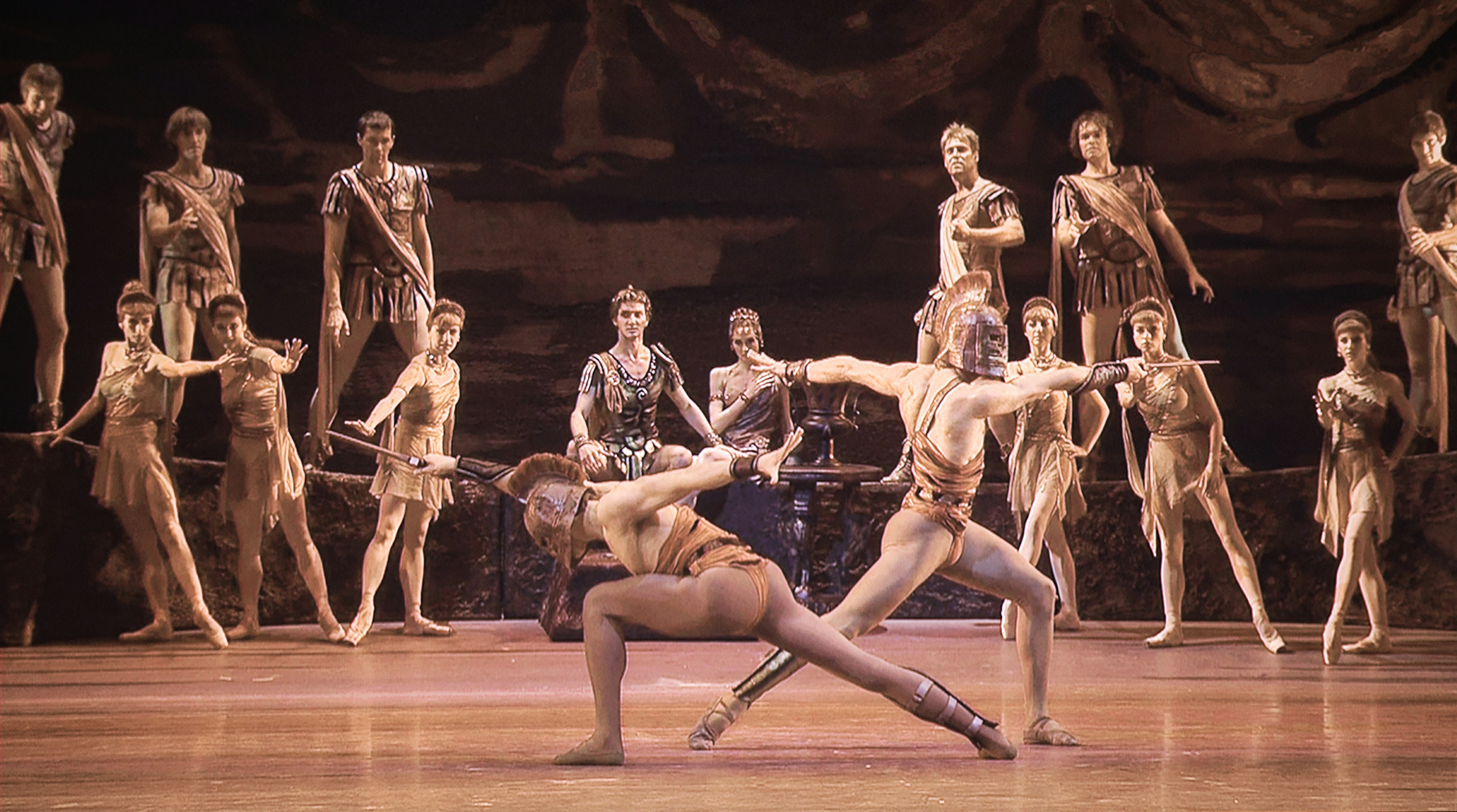
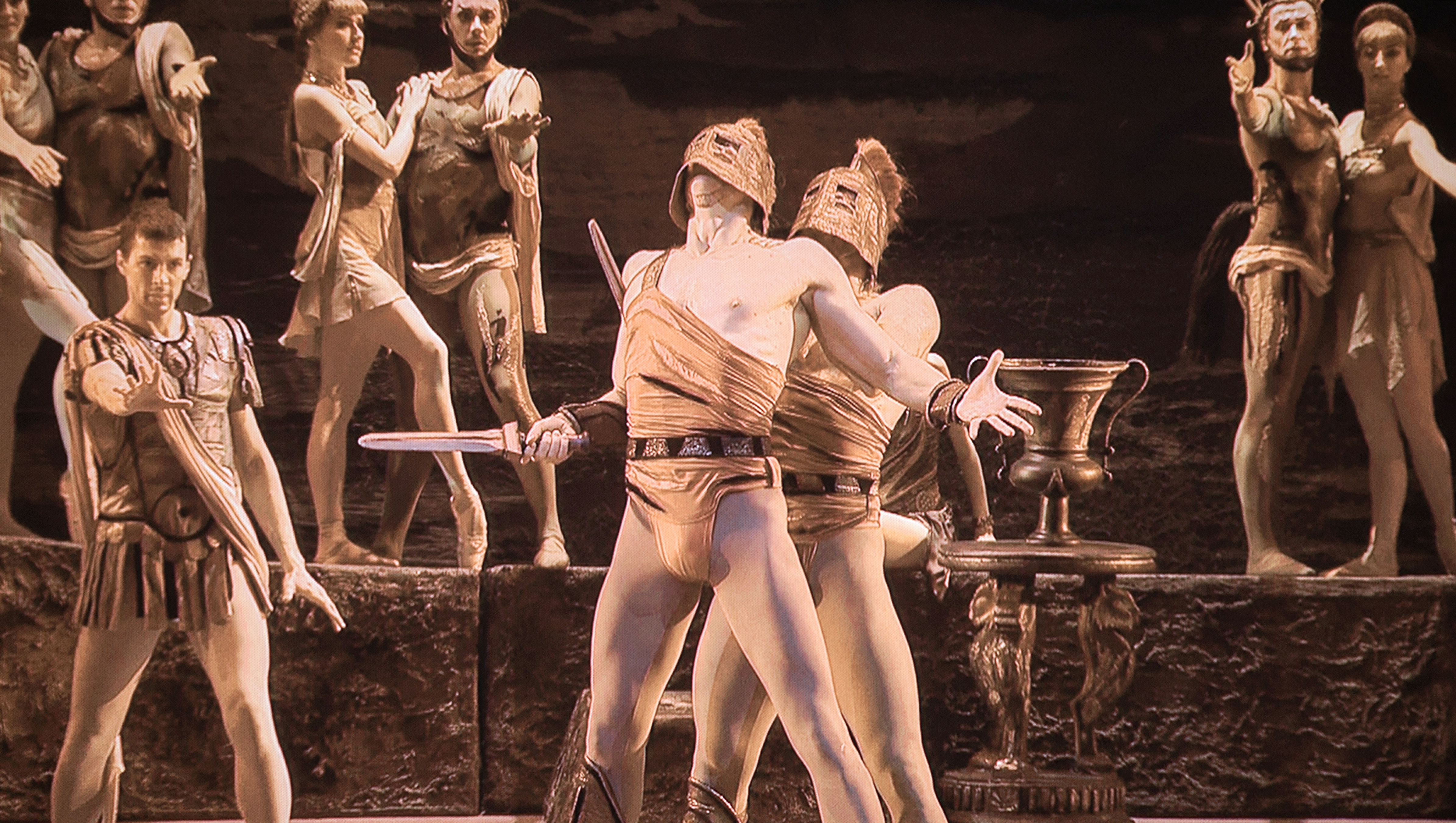
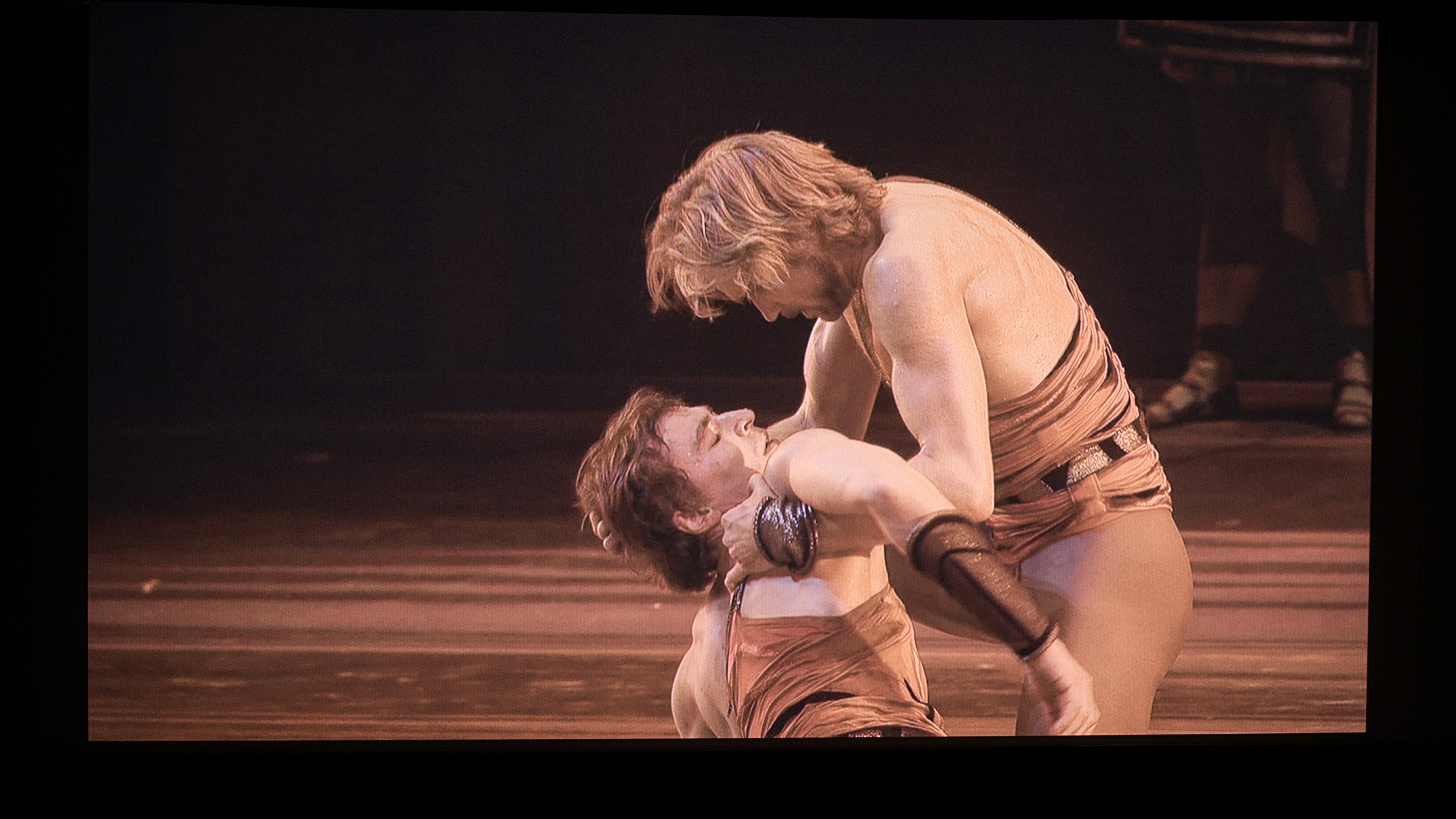
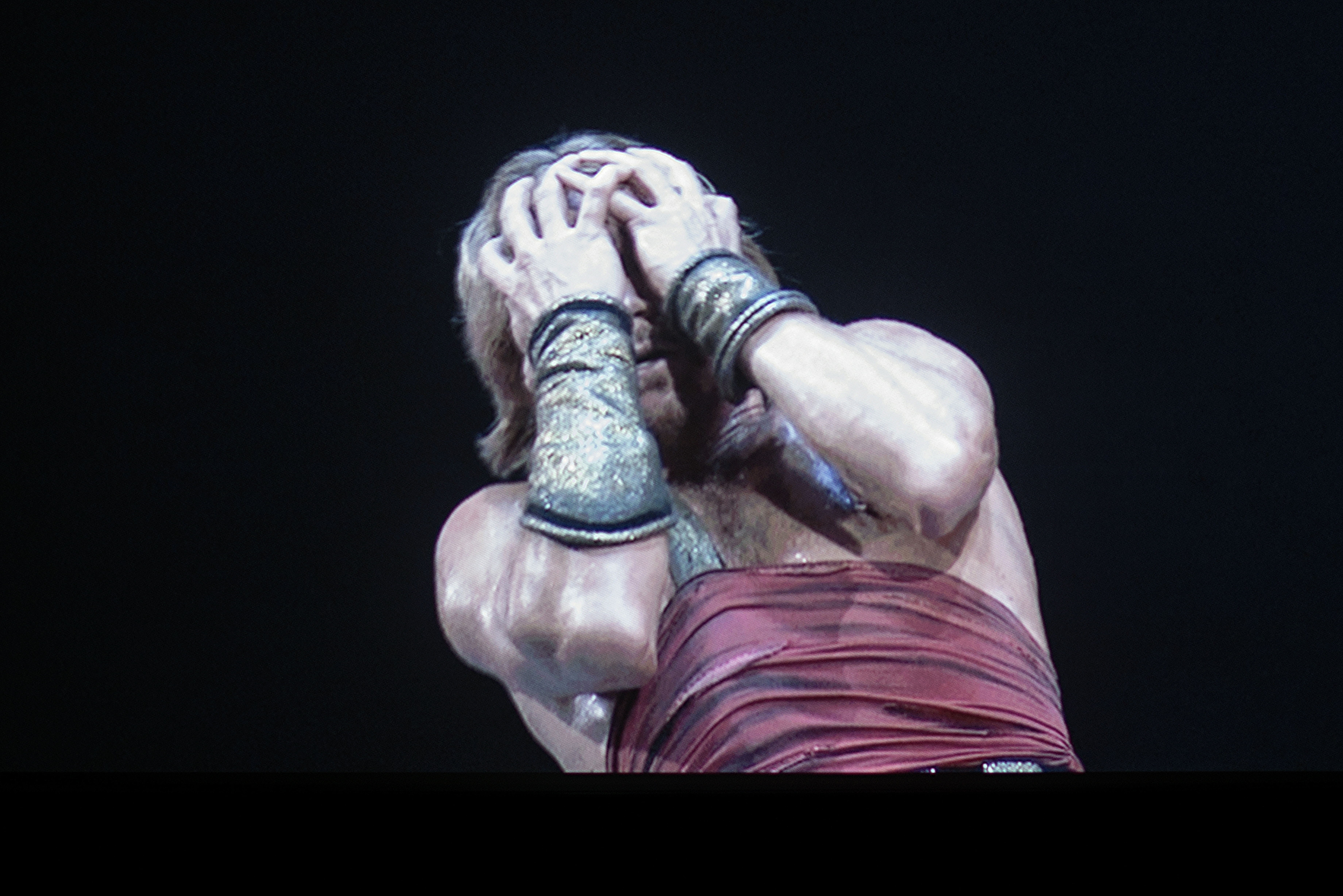
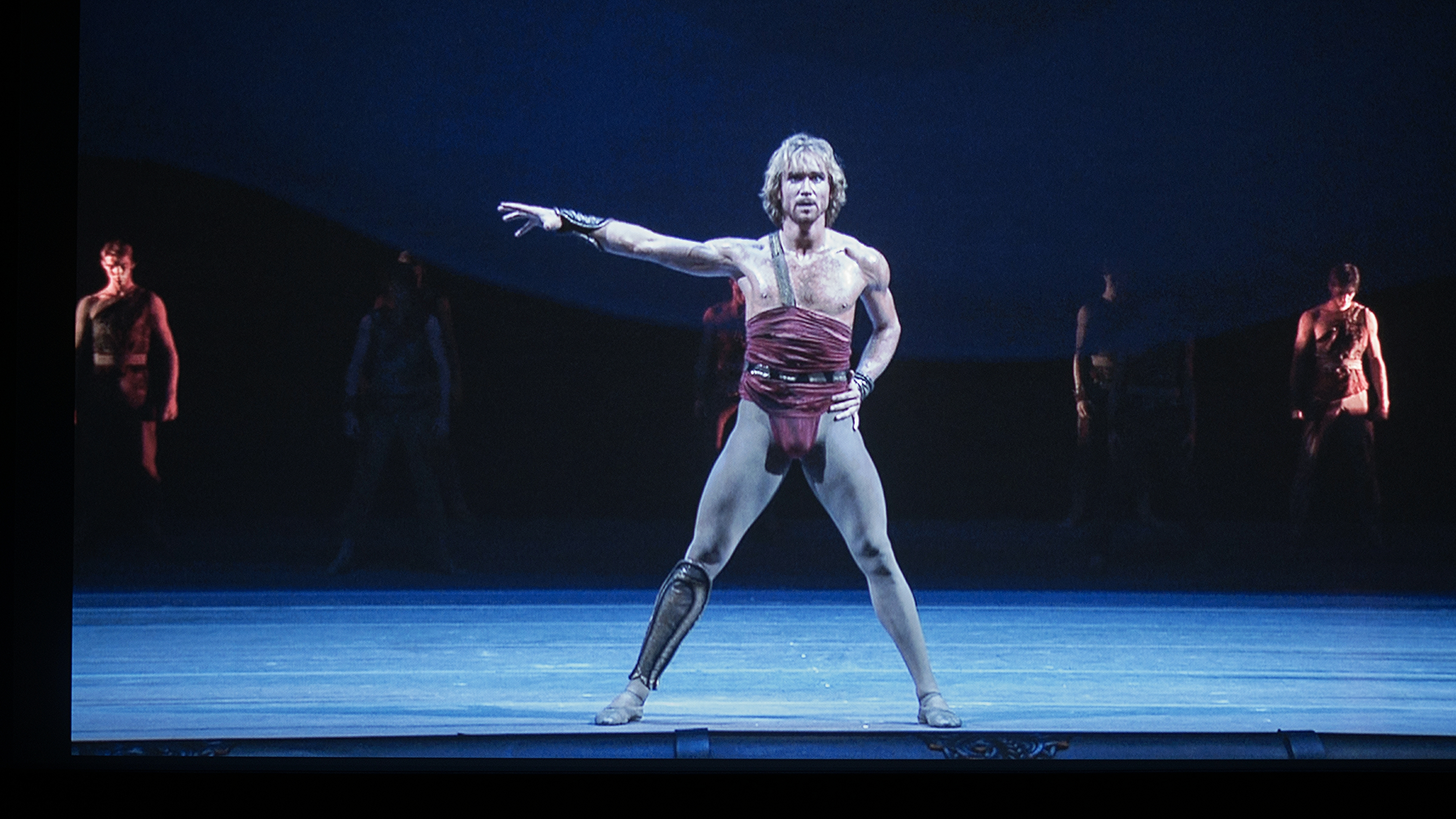
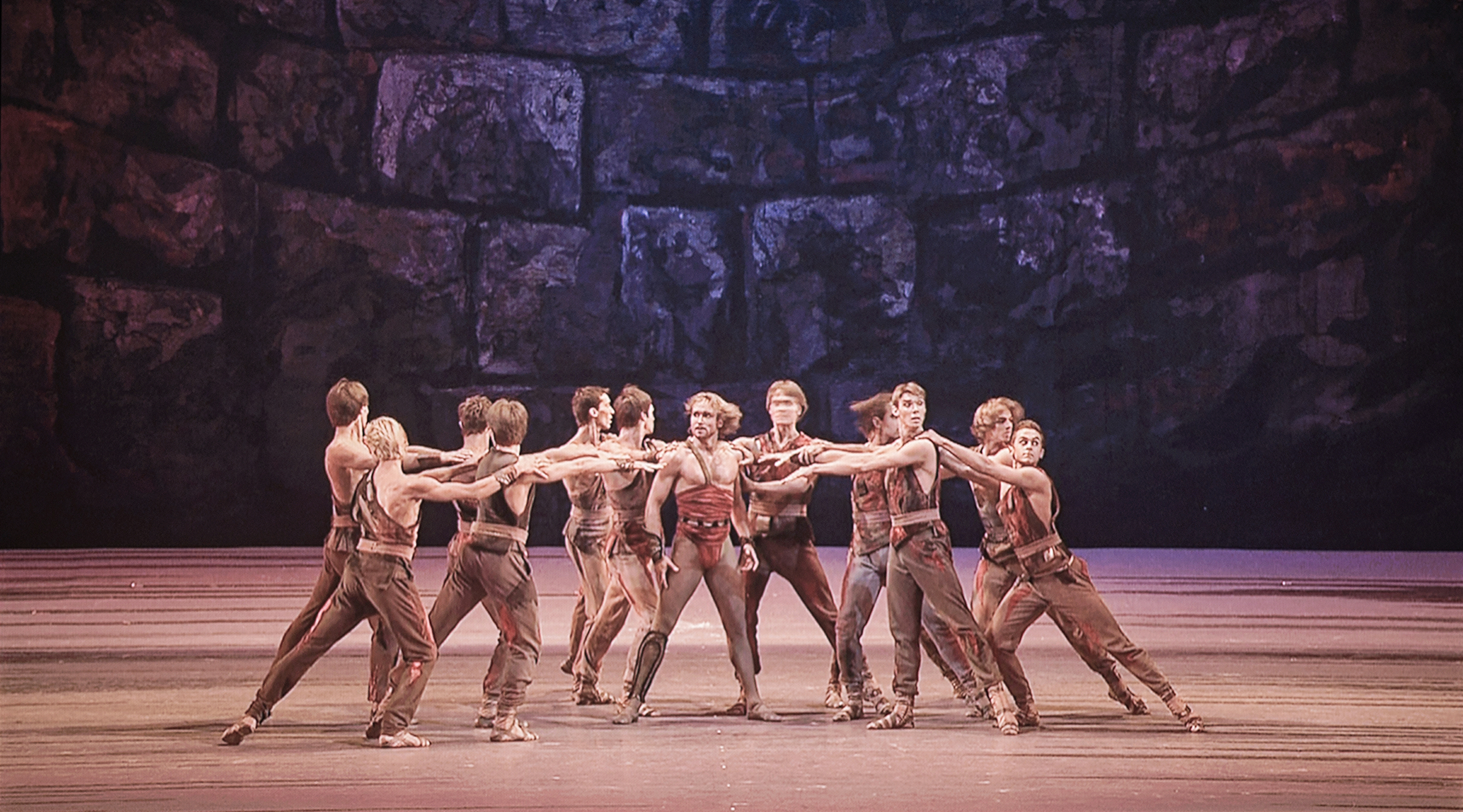
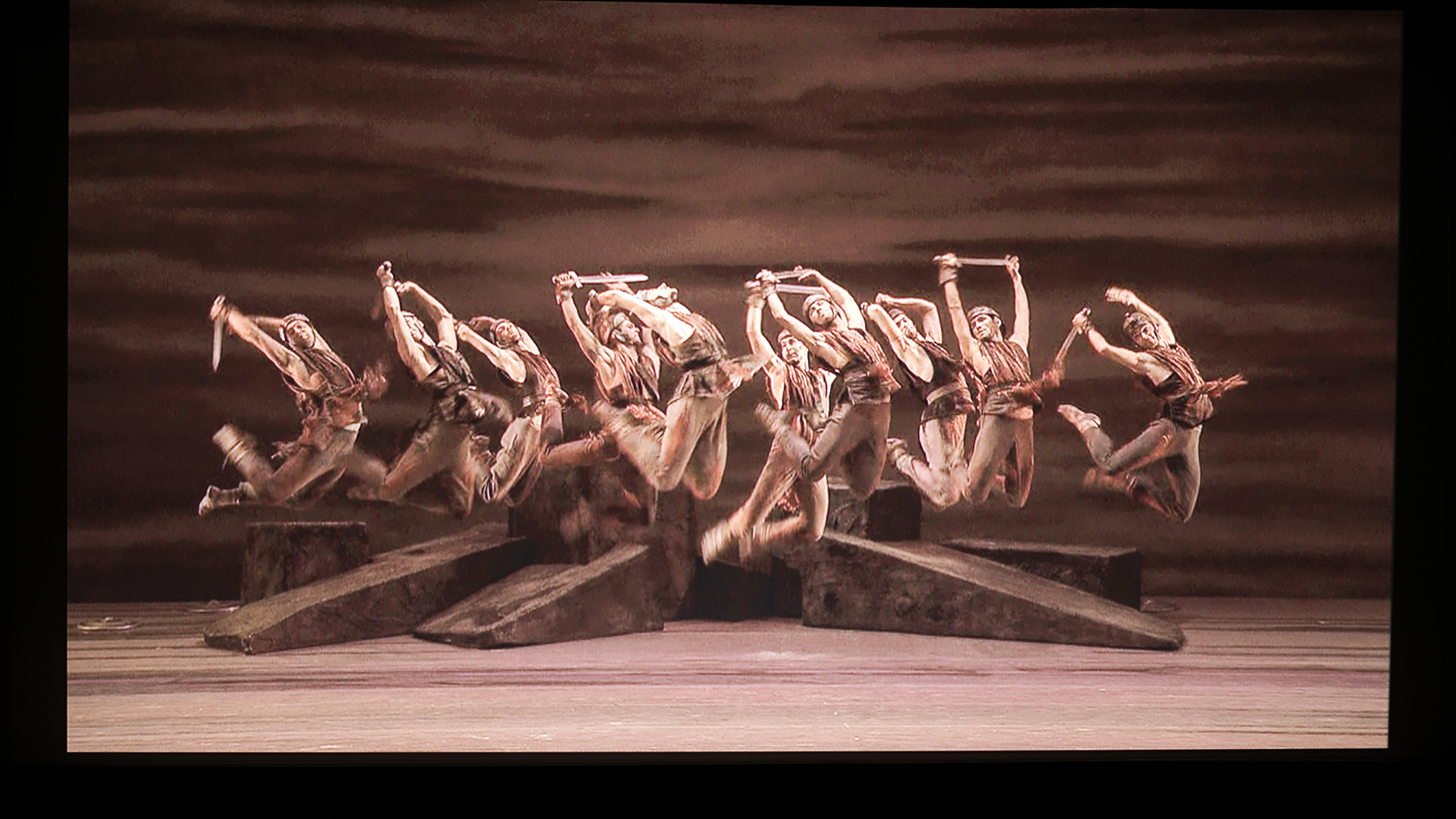
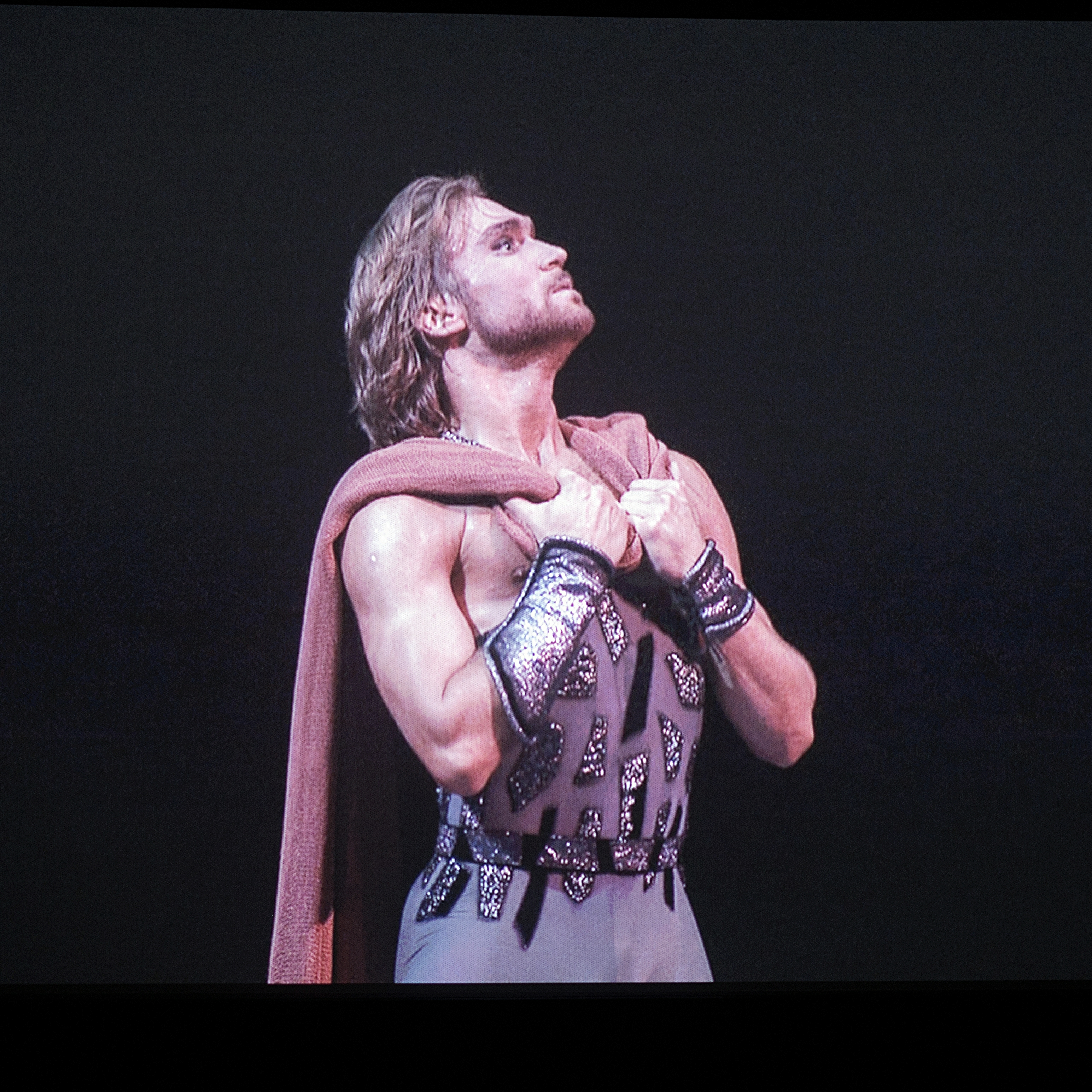
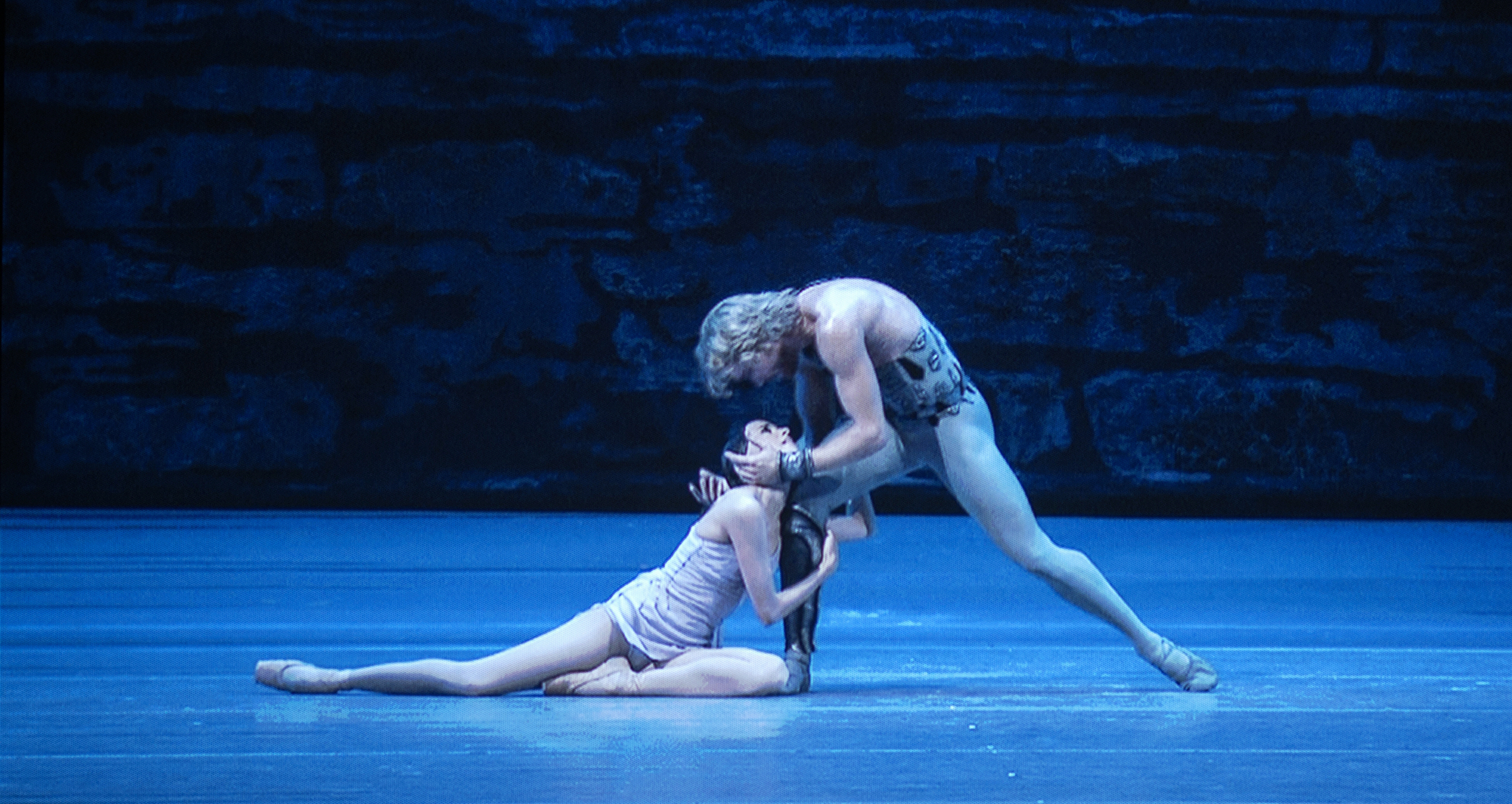
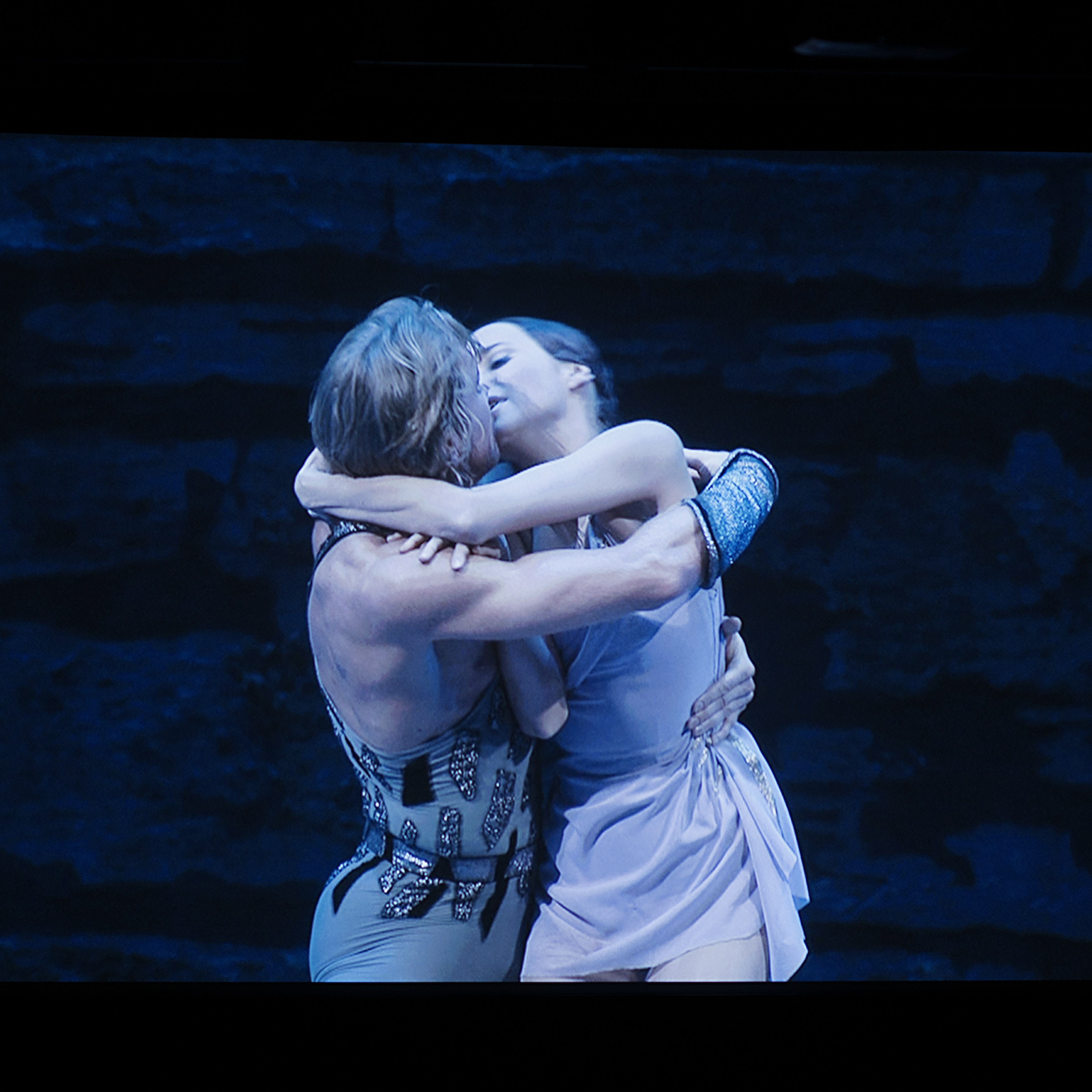
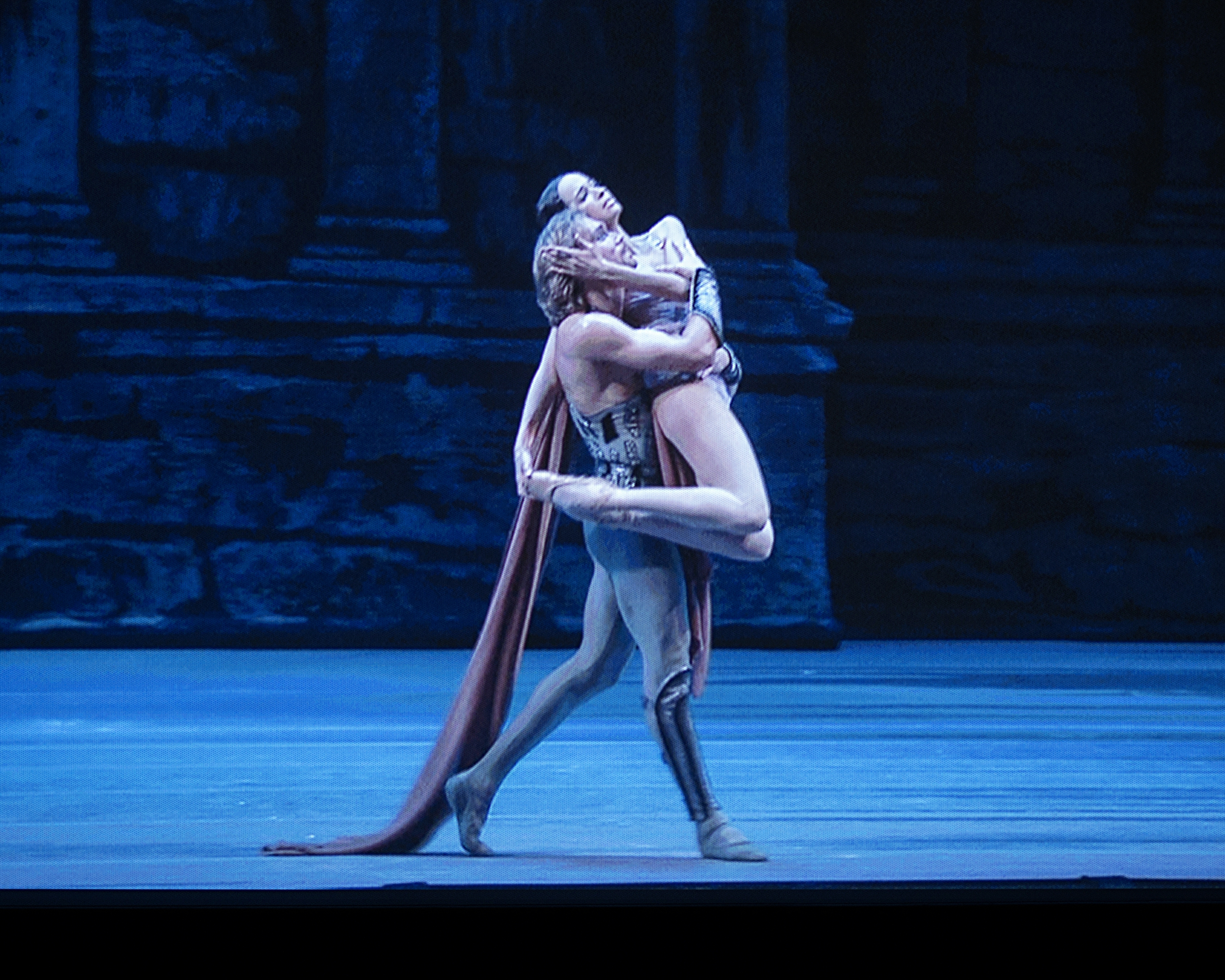
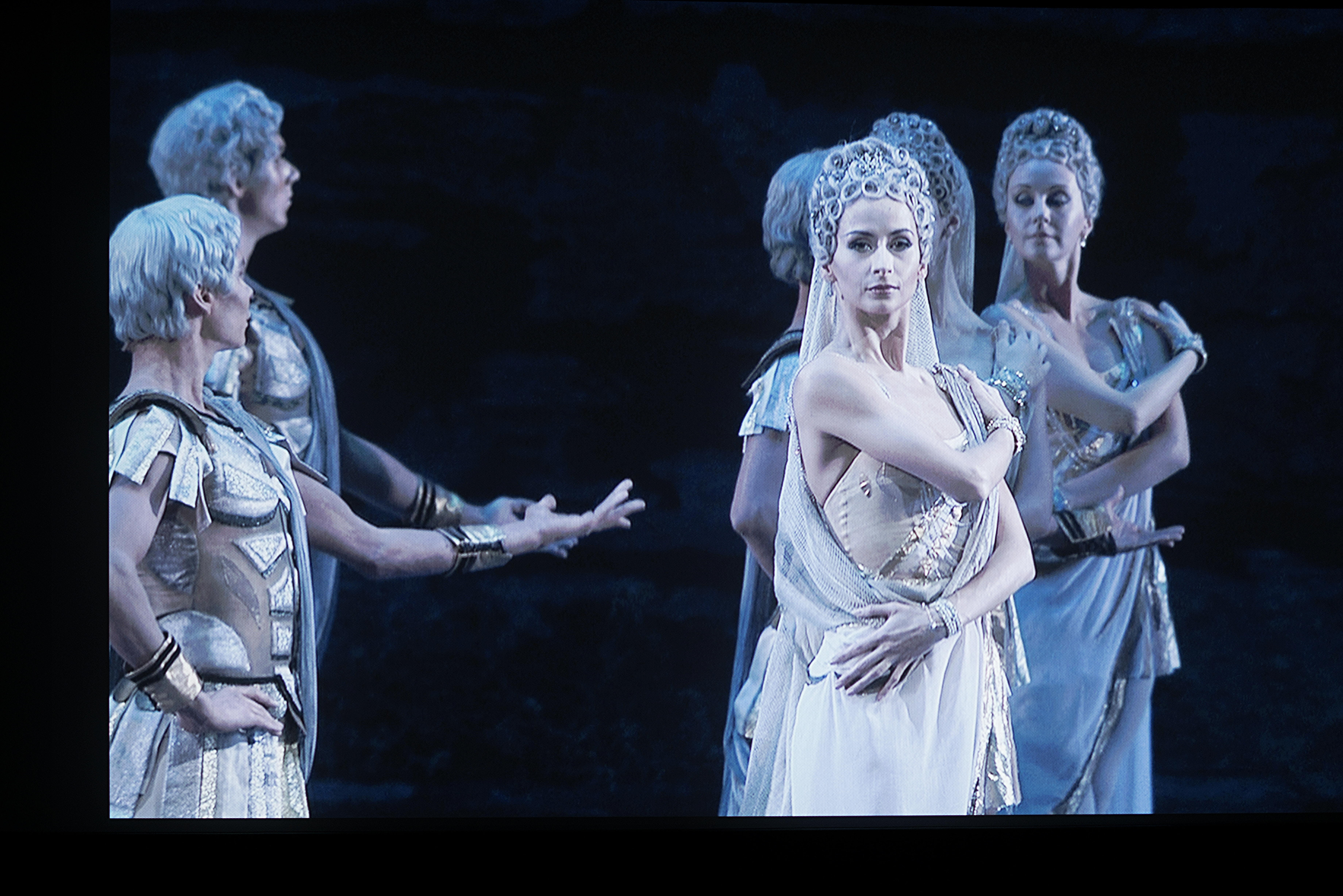
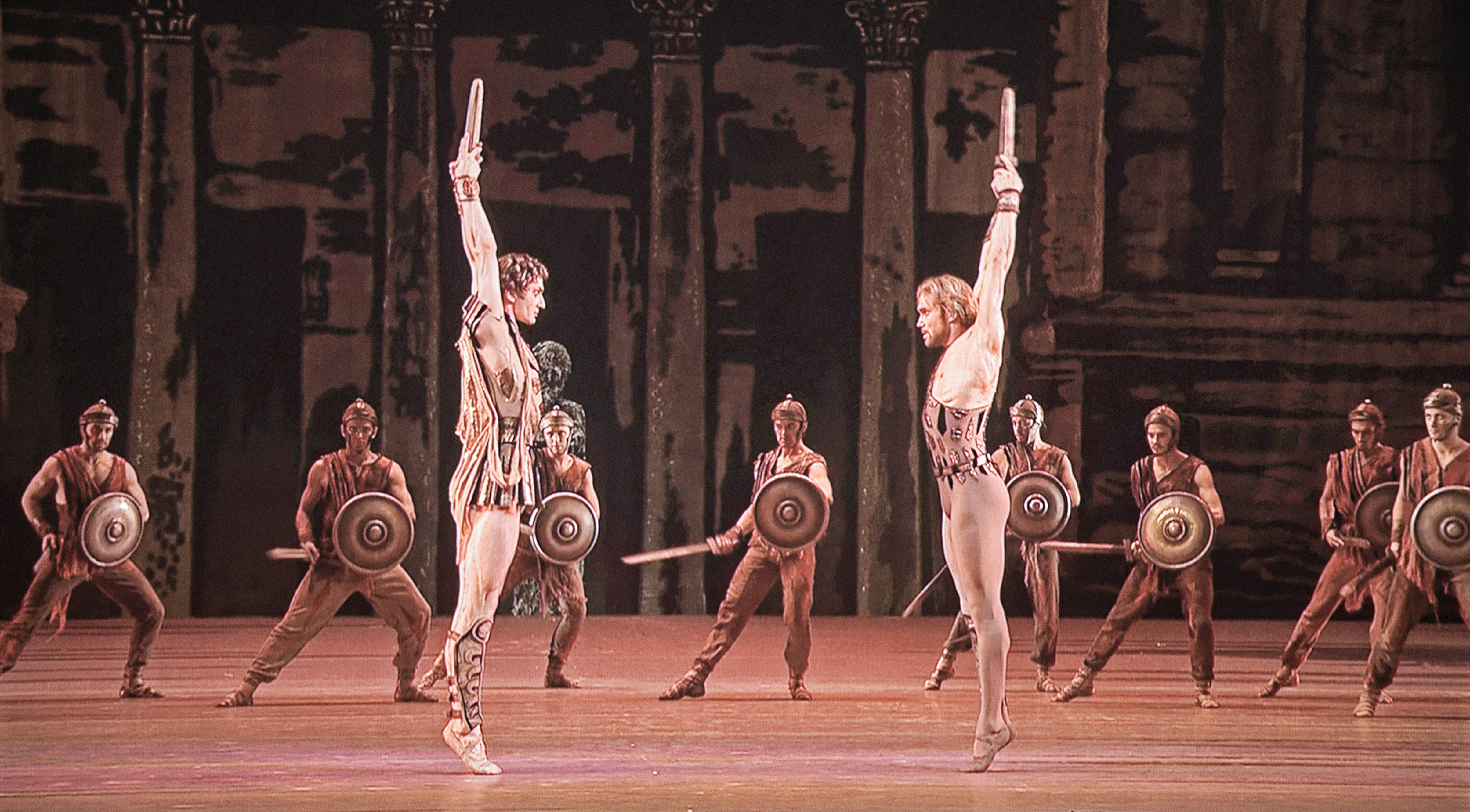
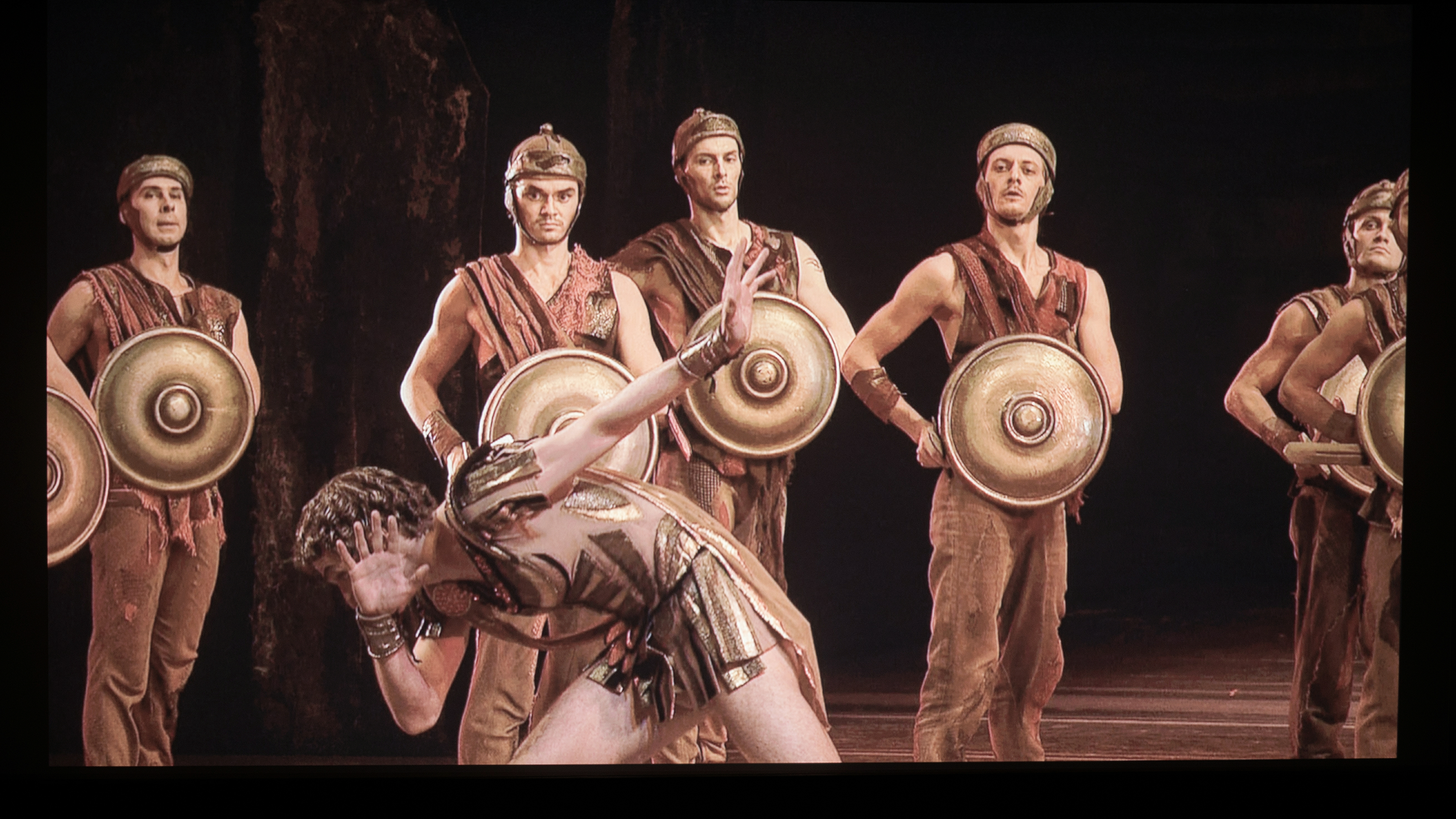
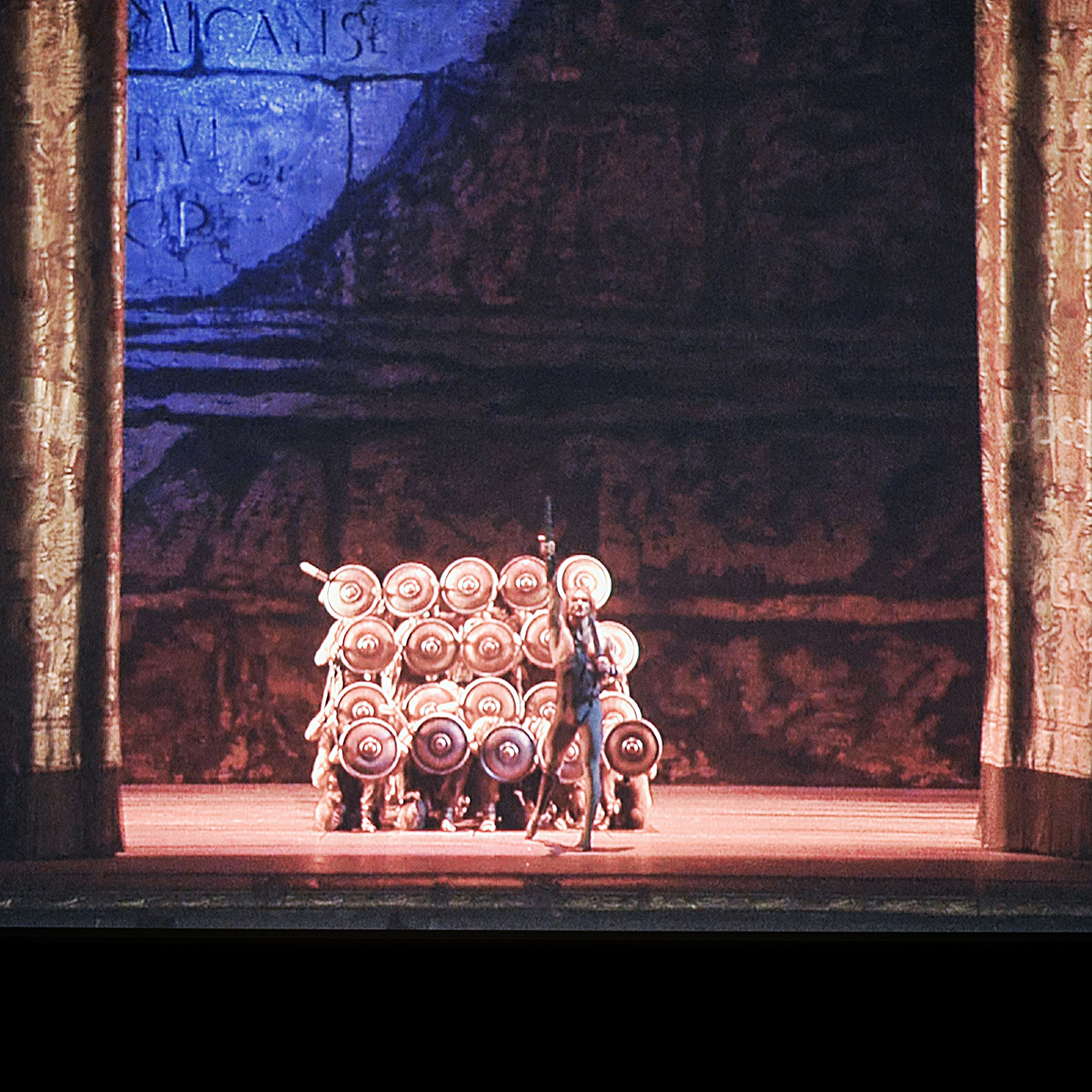